# 目黒製作所

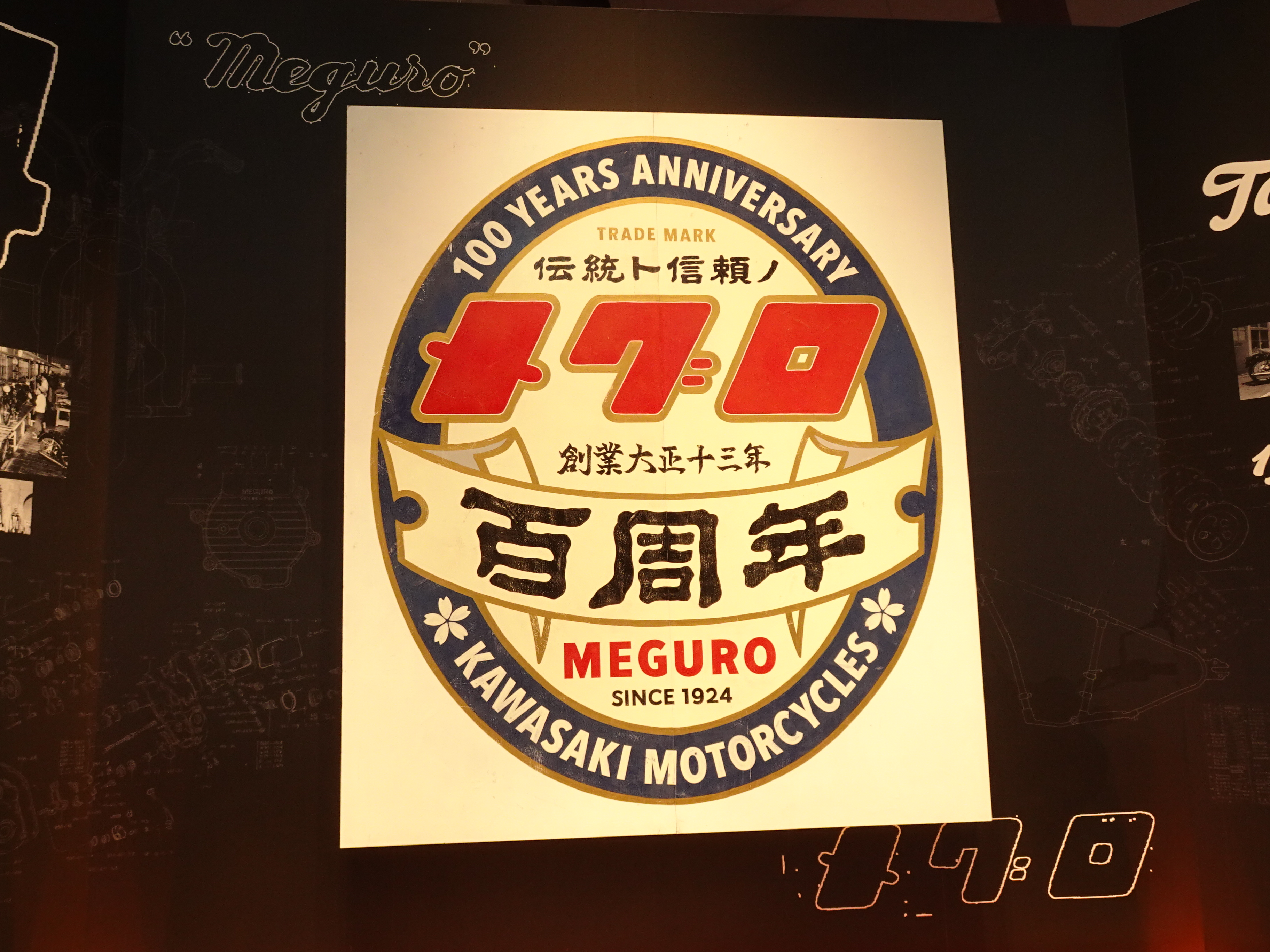
「メグロ」ブランド100周年ロゴ

株式会社目黒製作所 （めぐろせいさくしょ）は、かつて日本に存在したオートバイメーカーで、「メグロ」の通称で知られる。第二次世界大戦前からの日本メーカーとしては最も長く活動していたが、カワサキメグロ製作所への改称を経て川崎航空機工業に吸収された。その後川崎航空機工業も川崎重工業に吸収合併されたが、消滅後半世紀以上経った2020年11月にメグロブランドの復活が発表され、2021年2月に「MEGURO K3」が発売された（後述）。なお、同年10月には川崎重工業の二輪車部門がカワサキモータースとして分社化された。

## 歴史

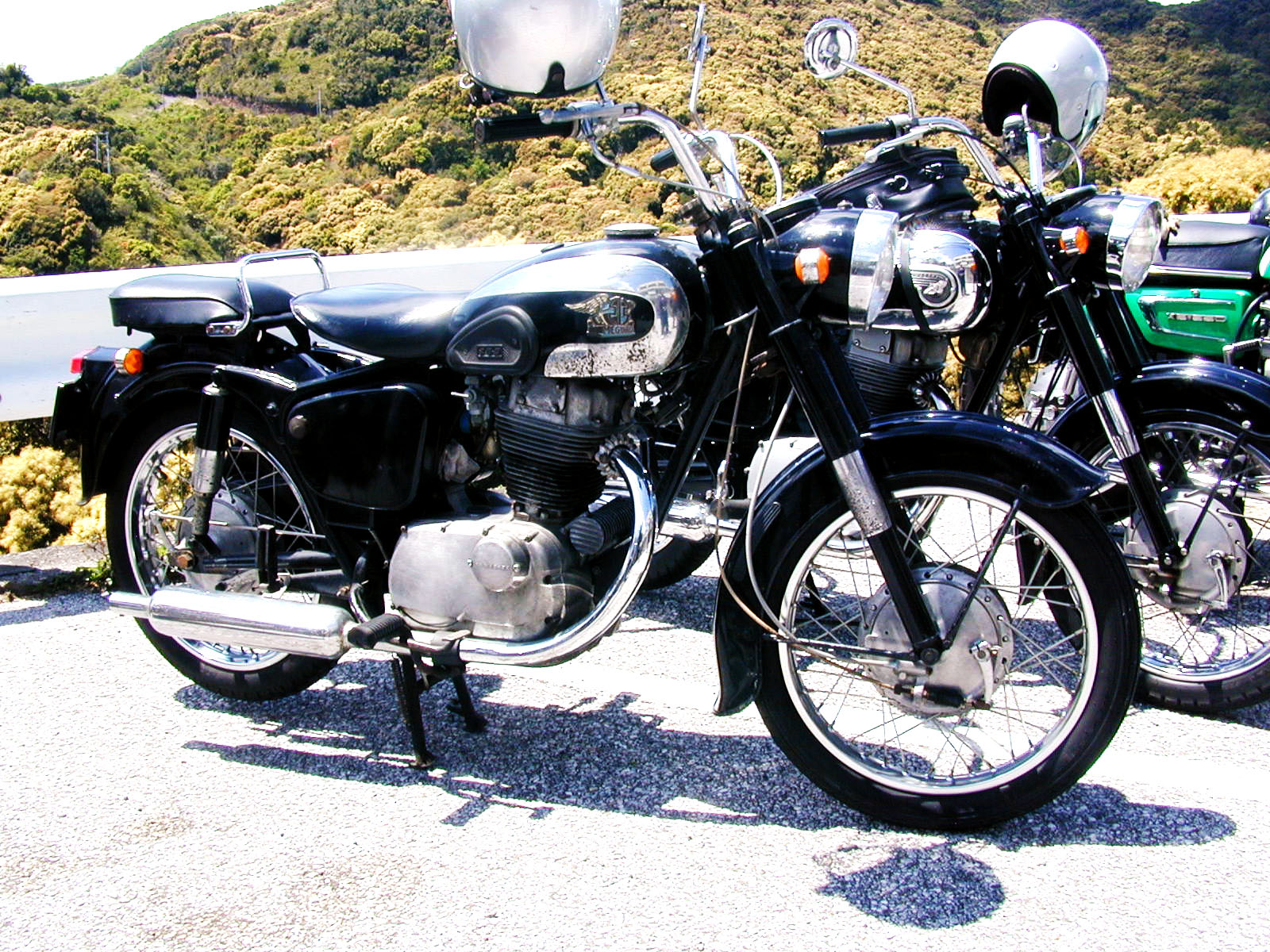
カワサキメグロ　SG

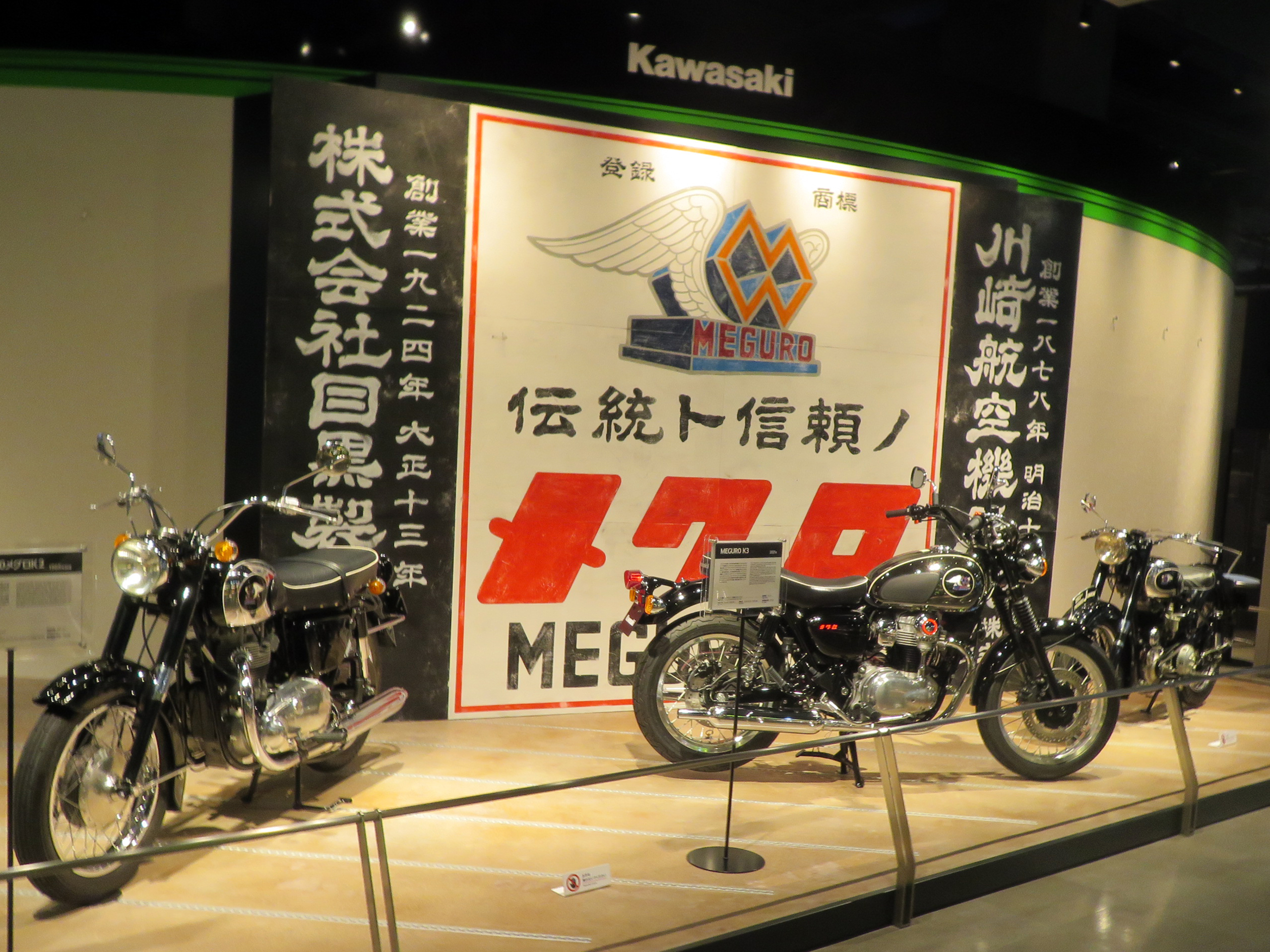
左からK2、カワサキ・メグロK3、S2

東京市麻布区広尾町（現・東京都港区南麻布）にあった友野鉄工所に勤務していた村田延治は、1922年に東京市赤坂区氷川町（現・東京都港区赤坂）の勝家敷地内に勝精の出資ながら「村田鉄工所」を立ち上げ、村田鉄工所の工員に鈴木高次が採用された。村田と鈴木の二人はその後、村田鉄工所からの独立を決意し、鈴木がまず退職、半年後に村田が去った。そして、1924年8月に目黒蒲田電鉄目蒲線（現・東急電鉄目黒線）不動前駅付近、東京府荏原郡大崎町大字桐ケ谷575番地（現・東京都品川区西五反田四丁目、東京日産西五反田ビル付近）に目黒製作所が設立した。
初め、自動車修理とオートバイ（トライアンフ）の部品製作を行い、1932年にエンジンの製作を開始、1937年、最初のメグロ号・Z97を発売し好成績を残した（4ストローク、単気筒、OHV、500 cc）。1939年に株式会社化するも、第二次大戦の激化とともにオートバイ事業は中断、航空機の部品を製作するようになった。1944年には疎開工場として栃木県那須郡烏山町（現・那須烏山市）に烏山工場が開設した。
戦後は再びオートバイ事業に戻り、烏山工場から生産用の機械を戻した後、1948年には「メグロ・Ｚ」から生産を再開。生産台数は年間300台だったが、1950年にはこれを小型化したような「メグロ・ジュニアJ型」（250cc）を発売。当時免許不要だった原付が1955年に125cc以下まで引き上げられると、同年5月に「メグロ・レジナE型」（125cc）を発売。1958年には原付増産に対応するため横浜工場の建設に着手し、1959年には「メグロ・アミカ」（50cc）の設計を開始する（生産には至らなかった）。
しかし、大量の資本を投入した小型車はホンダ、トーハツ、スズキなどの先行組に加えて、目黒製作所と同じく後発組であるものの華々しいレースデビューで名を挙げたヤマハなどの前に振るわず、軸足を置く大型車は1957年の第2回全日本オートバイ耐久ロードレース（通称浅間火山レース）セニアクラスで「メグロ・Z7」（500cc）をベースにしたワークスマシン「メグロRZ」が1位、2位、4位、5位を占める活躍があったものの需要が伸びず、業績悪化を招くこととなった。
1959年は年間生産台数が15,089台と過去最高になったが、うち12,303台は「メグロ・ジュニアS3」（250cc）など軽二輪（125cc超250cc以下）だった。シェアの高い自動二輪（250cc超）の生産台数は1,246台と前年より減少した。原付（125cc以下）の生産台数は1,540台と前年より増加したがシェアはかなり低いものだった。
1960年11月、125ccを主力に一貫生産体制も整えたが250cc以上のラインナップと十分な販売網がなかった川崎航空機工業と業務提携を結び、目黒製作所は250cc以上の生産に専念することとなった。しかし業績は上向かず、提携時の賃金格差による労働争議が発生した。さらに1961年2月に本社工場を売却。1962年10月には川崎航空機工業から資金支援を受けて「カワサキメグロ製作所」と改称。1964年2月に横浜工場が操業を停止し、同年9月には事実上の経営破綻となり、川崎航空機工業に吸収され、これにより戦前からのオートバイメーカーは全て消滅することとなった。
メグロの伝統はカワサキ車に受け継がれ、Kが後の名車「カワサキ 650W1」（通称ダブワン）の原型となり、更に後年のカワサキ W650、W400、W800 にまで影響を及ぼしている。メグロが開発したロータリー・チェンジ式4速足動ミッションは現在でも多くのビジネスバイクで採用されている。ただし、カワサキメグロ製作所横浜工場から川崎航空機工業明石工場（当時は神戸製作所と称した）へ移籍したのは車体設計の5人だけで、エンジン設計は一人も移籍していない。
2020年11月17日、川崎重工業は「メグロ」ブランドの展開とその第一弾として翌年2月に「メグロK3」を発売することを発表した。実態としては、現行のカワサキ・Wシリーズのバッジエンジニアリングで、Wシリーズをベースにエンブレム・メーター周り・外装をカスタマイズしたものとなる。なおこれに先立つ2019年に、川崎重工が「メグロ」「MEGURO」などの商標登録を特許庁に申請したが、数度に渡る拒絶査定を受けるなど登録が難航していた。しかし、片仮名表記の「メグロ」は2020年3月末（登録番号第6241075号）に、「MEGURO」のエンブレムも2021年7月20日（同第6418709号）にそれぞれ登録されている。
2022年5月、メグロK3のプロモーション用に造られた「メグロ看板」が那須烏山市に寄贈展示されることになり、現在は自動車部品の製造を行っているムロコーポレーションが操業する烏山工場に設置された。この「メグロの聖地」は「メグロキャノンボール烏山」というファンミーティングの会場にもなっており、非常に注目度が高まっている。
2023年10月にはジャパンモビリティショー2023にて、第2弾となる「メグロS1」が出展された。やはりWシリーズの車両をベースとしており、日本への導入は2024年11月下旬を予定している。

## シリーズ車種（排気量順）
- 650cc並列2気筒
  - メグロ・セニアT1（1955年（昭和30年）-1960年（昭和35年）? ） - 650cc並列2気筒OHV。メグロの最大排気量モデルで、出力は29.5馬力に達していた[4]。カワサキ・Wシリーズに最も強い影響を及ぼしたと言われている。
  - メグロ・セニアT2（1957年（昭和32年）-1960年（昭和35年）? ） - T1の改良型で650cc並列2気筒OHV31馬力。白バイとしての採用数が多く、一般販売された物はそれ程多くない。
  - カワサキ650・メグロX（1966年（昭和41年）、試作のみ） - 1966年の第12回東京モーターショーに出展された試作車両。カワサキ・Wの直接の原型となったモデル。
- 500cc単気筒
  - メグロ・Z97（1937年（昭和12年）-1938年（昭和13年）） - メグロの最初のモデル。当時の輸入エンジンの中でも優秀であったスイス製「モトサコシ」MAGエンジンを手本に開発された500cc単気筒OHVは11馬力を発揮。Z97の型式番号は皇紀2597年を表しているとも言われる。
  - メグロ・Z98（1938年（昭和13年）-1941年（昭和16年）） - Z97の改良モデルで、500cc又は600cc単気筒OHV。太平洋戦争（大東亜戦争）が勃発する1941年まで製造された。
  - メグロ・Z (Z1) （1947年（昭和22年）-1951年（昭和26年）） - 太平洋戦争終結後の1947年にメグロの事業再開と共に登場[4]。基本は戦前のZ98と同じである。
  - メグロ・Z2（1951年（昭和26年）-1952年（昭和27年）） - メグロ・Z1を改良し油圧式フロントフォークを採用。
  - メグロ・Z3（1952年（昭和27年）-1953年（昭和28年）） - メグロ・Z2を改良しリアサスペンションを採用。
  - メグロ・Z5（1953年（昭和28年）-1955年（昭和30年）） - 戦後初めて大改良が施されたモデル。それまでのハンドシフトに代わり4速ロータリーミッション等もこの時初めて採用された。「Z4」の名が使われなかったのは4=死を意味する忌み語であるという理由から。
  - メグロ・Z6（1955年（昭和30年）-1956年（昭和31年）） - エンジン周りに大幅な改良が施されたモデル。出力は20馬力以上に達した。メグロのオートバイでは戦後初めて白バイ用として官公庁に採用されたモデルでもあった。
  - メグロ・Z7「スタミナ」（1956年（昭和31年）-1960年（昭和35年）） - メグロ単気筒系最後のモデル。生産年数が長く、一般公募で「スタミナ」という愛称が与えられた事もあり、メグロ500cc単発＝Z7という認識が一般的には浸透している。
- 500cc並列2気筒
  - メグロ・K「スタミナ」(または1Kと呼称される。K1ではない。)（1960年（昭和35年）-1965年（昭和40年）） - メグロZ7とセニアT1を統合する形で誕生。後のカワサキ・Wの原型ともなった。
  - メグロ・KS「スタミナスポーツ」（1960年（昭和35年）、試作のみ） - 第7回東京モーターショーに出展されたメグロ・Kのスポーツチューンバージョン。最高出力は39馬力に達していた。
  - カワサキ500/メグロ・K2（1965年（昭和40年）-1966年（昭和41年）） - 川崎航空機工業への吸収合併後に発売されたメグロ・Kの改良型。この時代のメグロはカワサキの技術投入によりメグロの独自色はかなり薄れているとされる。

- 350cc単気筒
  - メグロ・Y「レックス」（1953年（昭和28年）-1956年（昭和31年）） - メグロ・Z型をベースに小型軽量化したモデル。346cc単気筒OHVエンジンは13馬力を発揮し、ブラジル・サンパウロの国際オートレースにもこの車体が参戦した。しかし予選で転倒事故を起こし、本戦に出場することはなかった。
  - メグロ・Y2「レックス」（1957年（昭和32年）-1959年（昭和34年）） - メグロ・Yの改良型。メグロシリーズ初の鋼管と鋼板の合成フレームを採用した。エンジンにもセニアT2で初採用されたセンダイトメタルが使用され、出力が16馬力に向上している。
- 325cc単気筒
  - メグロ・FY（1959年（昭和34年） - 1962年（昭和37年）） - 250ccのF型をベースにボアアップしたスポーツモデル。販売台数が少ない稀少モデル。
  - メグロ・YA「アーガス」（1959年（昭和34年） - 1962年（昭和37年）） - FY型をベースにさらにスポーティな装備を施したモデル。FY同様に現存数は少ない。
- 300cc単気筒
  - メグロ・J3/J3A「ジュニア」（1952年（昭和27年） - 1956年（昭和31年）） - メグロ・J2「ジュニア」をボアアップしたモデル。
  - メグロ・J-8「アーガス」（1963年（昭和38年） - ?） - メグロ・S-8の兄弟車種として登場。排気量が大きい以外はS-8との違いはない。
- 250cc単気筒
  - メグロ・J「ジュニア」（1950年（昭和25年） - 1951年（昭和26年））- 日本初の250ccバイクとして登場したモデル。エンジンの設計はオート三輪「くろがね」・軍用四輪駆動車「くろがね四起」のメーカーであった日本内燃機の創業者で、当時はくろがねから離れてフリーになっていた技術者の蒔田鐵司による。リアサスはリジット、油圧式フロントフォークを搭載。
  - メグロ・J2「ジュニア」（1951年（昭和26年） - 1952年（昭和27年））- メグロ・Jの改良型。52年モデルからはリアサスが装備される。エンジン外部に見えるOHVのプッシュロッドが外見上の特徴である。
  - メグロ・S「ジュニア」（1953年（昭和28年） - 1954年（昭和29年））- 軽二輪免許の新設に伴い、メグロ・Jシリーズが350ccに格上げされたため、250ccクラスの新モデルとして開発された。
  - メグロ・S2「ジュニア」（1954年（昭和29年） - 1956年（昭和31年））- メグロ・Sの改良型。これまでの3速に代わり、4速ロータリーミッションが初採用された。
  - メグロ・S3「ジュニア」（1956年（昭和31年） - 1959年（昭和34年））- S2を更に改良。250ccシリーズで最も販売台数が多いモデル。
  - メグロ・F（1958年（昭和33年） - 1960年（昭和35年））- メグロシリーズで初のOHC（厳密にはSOHC）を採用したモデル。しかし売れ行きはそれまでのOHVメグロと比較して芳しくはなく、早々に製造が中止された。
  - メグロ・S5「ジュニア」（1959年（昭和34年））- ベストセラー車S3の改良型。メグロ・Fの販売不振に伴い急遽投入されたOHVエンジンモデル。「S4」とならなかった理由はZ5と同じく4=死を意味する忌み番を避けたためとされる。
  - メグロ・S7「ジュニア」（1960年（昭和35年） - 1963年（昭和38年））- S5の後継車。OHVエンジンで、後期モデルからは12V電装とセルモーターが搭載された。
  - メグロ・S-8「ジュニア」（1962年（昭和37年） - 1964年（昭和39年））- メグロ・Sシリーズの最後のモデル[4]。外装デザインをS3ライクに戻し、12V電装とセルモーター、スイングアーム式リアサスを搭載したシリーズ集大成とも言えるモデルである。
  - メグロ・AT「オートラック」（1962年（昭和37年） - 1964年（昭和39年））-メグロ・S3をベースに低い全高のリアキャリアを装備した商用車的モデル。
  - カワサキ250・メグロSG（1964年（昭和39年）-1969年（昭和44年）） - メグロブランドで販売された最後のモデル。18馬力の単気筒エンジンは信頼性、耐久性ともに高く、現在では現存数が最も多いため良くも悪くもメグロの代名詞と言われる車種でもある。後のカワサキ・エストレヤのデザインにも影響を与えていると言われる。

## オートレース
目黒製作所はオートレース競走車用エンジンも製造していた。川崎航空機工業による業務提携の際、分離したレース部門の一部社員が独立して1963年4月にニュー・メグロ株式会社を興し、その会社によりオートレース用競走車用エンジンの製造が引き継がれた。さらに1964年、オートレース用競走車用エンジンの製造はメグロ発動機株式会社に引き継がれた。